# Liste der Nummer-eins-Hits in Italien (2015)
Diese Liste der Nummer-eins-Hits basiert auf den offiziellen Chartlisten der Federazione Industria Musicale Italiana (FIMI), der italienischen Landesgruppe der IFPI, im Jahr 2015. Berücksichtigt werden die Albumcharts und die Top-Digital-Singlecharts.
Auch 2015 beeinflussten das Sanremo-Festival sowie die Castingshows Amici und X Factor die Wertung. Erfolgreichstes Lied des Jahres war Roma-Bangkok von Baby K, erfolgreichstes Album Lorenzo 2015 cc. von Jovanotti. Die Charts erschienen zunächst jeweils donnerstags und bezogen sich auf den vorhergehenden Zeitraum Montag–Sonntag; als Anpassung an die IFPI-Initiative New Music Fridays erfolgt die Veröffentlichung der Charts seit dem 17. Juli immer freitags, wobei sich gleichzeitig der Bezugszeitraum auf Freitag–Donnerstag verschiebt. Im Zuge dieser Anpassung wurden die Daten für den 6. bis 9. Juli für die wöchentlichen Charts unberücksichtigt gelassen.

## Singles
Vier der insgesamt elf Nummer-eins-Hits im Jahr 2015 stammten von italienischen Interpreten, drei davon waren auch in italienischer Sprache gehalten. Der Einstieg direkt an der Spitze gelang nur vier der elf Singles.

| ← 2014 ← | Liste der Nummer-eins-Hits in Italien | Liste der Nummer-eins-Hits in Italien | Liste der Nummer-eins-Hits in Italien                                                     | 2016 → |
| \| Zeitraum \| Wo. ges. \| Interpret \| Titel Autor(en) \| Zusätzliche Informationen \| \| (Zeitraum, Wochen auf Platz eins, Interpret, Titel, Autor[en], zusätzliche Informationen) \| \| \| \| \| \| ----------------------------------------------------------------------------------------- \| -------- \| ------------------------------ \| ----------------------------------------------------------------------------------------- \| ------------------------------------------------------------------------------------------------------------------------------------------------------------------------------------------------------------------------------------------------------------------------------------------------------------------------------------------------------------------------------------------------------------------------------------- \| \| 22. Dezember 2014 – 8. Februar 2015 7 Wochen \| 7 \| Hozier \| Take Me to Church Andrew Hozier-Byrne \| Die erste Single des irischen Musikers war weltweit erfolgreich und konnte auch in Italien nach sechs Wochen in den Top 10 die Spitze erreichen. Auf Spotify war das Lied das weltweit meistgestreamte im Jahr 2014.[3] Im ersten Halbjahr 2015 war Take Me to Church das in Italien meistgekaufte und -gestreamte Lied.[4] In Woche 31/2015 wurde es mit Fünffachplatin für mehr als 250.000 Downloads und Streams ausgezeichnet.[5] \| \| 9. Februar 2015 – 22. Februar 2015 2 Wochen \| 2 \| Il Volo \| Grande amore Francesco Boccia, Ciro Esposito \| Nach ihrem Sieg beim Sanremo-Festival 2015 landete die Opern-Pop-Boyband auf Anhieb ihren ersten Nummer-eins-Hit. Für mehr als 100.000 Downloads und Streams wurde das Lied, das später auch den italienischen Beitrag zum Eurovision Song Contest 2015 bildete, in Woche 44/2015 mit Zweifachplatin ausgezeichnet.[5] \| \| 23. Februar 2015 – 5. April 2015 6 Wochen \| 6 \| Ellie Goulding \| Love Me like You Do Max Martin, Savan Kotecha, Ali Payami, Tove Nilsson, Ilya Salmanzadeh \| Der Song aus dem Soundtrack zu Fifty Shades of Grey brachte Ellie Goulding einen weltweiten Erfolg, der in Italien in Woche 52/2015 auch mit Vierfachplatin für mehr als 200.000 Downloads und Streams honoriert wurde.[5] \| \| 6. April 2015 – 17. Mai 2015 6 Wochen \| 6 \| Wiz Khalifa feat. Charlie Puth \| See You Again Justin Franks, Cameron Thomaz, Andrew Cedar, Charles Puth \| Der Titelsong des Films Fast & Furious 7 brachte Rapper Khalifa auch in Italien an die Spitze der Charts. Für mehr als 200.000 Downloads und Streams wurde See You Again in Woche 48/2015 mit Vierfachplatin ausgezeichnet.[5] \| \| 18. Mai 2015 – 14. Juni 2015 4 Wochen \| 4 \| Álvaro Soler \| El mismo sol Simon Triebel, Ali Zuckowski, Álvaro Tauchert Soler \| In Woche 37/2015 mit Vierfachplatin für mehr als 200.000 Downloads und Streams ausgezeichnet.[5] \| \| 15. Juni 2015 – 30. Juli 2015 6 Wochen \| 6 \| Nicky Jam & Enrique Iglesias \| El perdón Nick Rivera \| Für den dominikanischen Sänger ist es die erste Chartplatzierung in Italien. Iglesias steht nach Bailando, mit dem er 2014 in Italien den Hit des Jahres abgeliefert hatte, bereits zum zweiten Mal an der Spitze. In Woche 41/2015 wurde das Lied mit Fünffachplatin für mehr als 250.000 Downloads und Streams ausgezeichnet.[5] \| \| 31. Juli 2015 – 15. Oktober 2015 11 Wochen \| 11 \| Baby K feat. Giusy Ferreri \| Roma-Bangkok Takagi & Ketra, Claudia Nahum, Rocco Pagliarulo, Federica Abbate \| Für die italienische Rapperin ist es der erste Nummer-eins-Hit, für Ferreri bereits der dritte. Roma-Bangkok stieg erst in seiner sechsten Chartwoche auf Platz eins auf; in Woche 51/2015 wurde es mit Sechsfachplatin für mehr als 300.000 Downloads und Streams ausgezeichnet.[5] Es stellte sich schließlich als das erfolgreichste Lied des Jahres heraus. \| \| 16. Oktober 2015 – 22. Oktober 2015 1 Woche \| 1 \| Marco Mengoni \| Ti ho voluto bene veramente Fortunato Zampaglione \| Das Lied stieg direkt auf Platz eins ein und stellt nach Guerriero (2014) bereits die zweite Single von Mengoni dar, die von Fortunato Zampaglione geschrieben wurde und die Spitze erreichte. Für Mengoni ist es insgesamt der vierte, für Zampaglione der dritte Nummer-eins-Hit. Für mehr als 100.000 Downloads und Streams wurde die Single in Woche 52/2015 mit Zweifachplatin ausgezeichnet.[5] \| \| 23. Oktober 2015 – 3. Dezember 2015 6 Wochen (insgesamt 8) \| 8 \| Adele \| Hello Greg Kurstin, Adele Adkins \| Auch dieses Lied stieg direkt an der Spitze ein und wurde in Woche 48/2015 mit Zweifachplatin für mehr als 100.000 Downloads und Streams ausgezeichnet.[5] \| \| 4. Dezember 2015 – 10. Dezember 2015 1 Woche \| 1 \| Urban Strangers \| Runaway Gennaro Raia, Alessio Iodice, Ennio Mirra, Raffaele Ferrante \| Die Zweitplatzierten der Castingshow X Factor konnten den Sieger Giò Sada in den Charts mit Abstand schlagen; dessen Lied Il rimpianto di te erreichte lediglich Platz 13. Runaway wurde in Woche 50/2015 mit Gold für mehr als 25.000 Downloads und Streams ausgezeichnet.[5] \| \| 11. Dezember 2015 – 24. Dezember 2015 2 Wochen (insgesamt 8) \| 8 \| Adele \| Hello Greg Kurstin, Adele Adkins \| – \| \| 25. Dezember 2015 – 7. Januar 2015 2 Wochen (insgesamt 6) \| 6 \| Maître Gims \| Est-ce que tu m’aimes ? Maître Gims, Renaud Rebillaud \| Erstmals nach Alors on danse im Jahr 2010 gelang wieder einem französischsprachigen Lied der Aufstieg an die italienische Chartspitze. Es stellt für den kongostämmigen Rapper den ersten Charterfolg in Italien dar und brachte ihm in Woche 51/2015 eine Goldene Schallplatte für mehr als 25.000 Downloads und Streams ein.[5] \| |                                       |                                       |                                                                                           | |
| ← 2014 |                                       |                                       |                                                                                           | → 2016 → |
| Zeitraum | Wo. ges.                              | Interpret                             | Titel Autor(en)                                                                           | Zusätzliche Informationen |
| (Zeitraum, Wochen auf Platz eins, Interpret, Titel, Autor[en], zusätzliche Informationen) |                                       |                                       |                                                                                           | |
| 22. Dezember 2014 – 8. Februar 2015 7 Wochen | 7                                     | Hozier                                | Take Me to Church Andrew Hozier-Byrne                                                     | Die erste Single des irischen Musikers war weltweit erfolgreich und konnte auch in Italien nach sechs Wochen in den Top 10 die Spitze erreichen. Auf Spotify war das Lied das weltweit meistgestreamte im Jahr 2014. Im ersten Halbjahr 2015 war Take Me to Church das in Italien meistgekaufte und -gestreamte Lied. In Woche 31/2015 wurde es mit Fünffachplatin für mehr als 250.000 Downloads und Streams ausgezeichnet. |
| 9. Februar 2015 – 22. Februar 2015 2 Wochen | 2                                     | Il Volo                               | Grande amore Francesco Boccia, Ciro Esposito                                              | Nach ihrem Sieg beim Sanremo-Festival 2015 landete die Opern-Pop-Boyband auf Anhieb ihren ersten Nummer-eins-Hit. Für mehr als 100.000 Downloads und Streams wurde das Lied, das später auch den italienischen Beitrag zum Eurovision Song Contest 2015 bildete, in Woche 44/2015 mit Zweifachplatin ausgezeichnet. |
| 23. Februar 2015 – 5. April 2015 6 Wochen | 6                                     | Ellie Goulding                        | Love Me like You Do Max Martin, Savan Kotecha, Ali Payami, Tove Nilsson, Ilya Salmanzadeh | Der Song aus dem Soundtrack zu Fifty Shades of Grey brachte Ellie Goulding einen weltweiten Erfolg, der in Italien in Woche 52/2015 auch mit Vierfachplatin für mehr als 200.000 Downloads und Streams honoriert wurde. |
| 6. April 2015 – 17. Mai 2015 6 Wochen | 6                                     | Wiz Khalifa feat. Charlie Puth        | See You Again Justin Franks, Cameron Thomaz, Andrew Cedar, Charles Puth                   | Der Titelsong des Films Fast & Furious 7 brachte Rapper Khalifa auch in Italien an die Spitze der Charts. Für mehr als 200.000 Downloads und Streams wurde See You Again in Woche 48/2015 mit Vierfachplatin ausgezeichnet. |
| 18. Mai 2015 – 14. Juni 2015 4 Wochen | 4                                     | Álvaro Soler                          | El mismo sol Simon Triebel, Ali Zuckowski, Álvaro Tauchert Soler                          | In Woche 37/2015 mit Vierfachplatin für mehr als 200.000 Downloads und Streams ausgezeichnet. |
| 15. Juni 2015 – 30. Juli 2015 6 Wochen | 6                                     | Nicky Jam & Enrique Iglesias          | El perdón Nick Rivera                                                                     | Für den dominikanischen Sänger ist es die erste Chartplatzierung in Italien. Iglesias steht nach Bailando, mit dem er 2014 in Italien den Hit des Jahres abgeliefert hatte, bereits zum zweiten Mal an der Spitze. In Woche 41/2015 wurde das Lied mit Fünffachplatin für mehr als 250.000 Downloads und Streams ausgezeichnet.                                                                                              |
| 31. Juli 2015 – 15. Oktober 2015 11 Wochen | 11                                    | Baby K feat. Giusy Ferreri            | Roma-Bangkok Takagi & Ketra, Claudia Nahum, Rocco Pagliarulo, Federica Abbate             | Für die italienische Rapperin ist es der erste Nummer-eins-Hit, für Ferreri bereits der dritte. Roma-Bangkok stieg erst in seiner sechsten Chartwoche auf Platz eins auf; in Woche 51/2015 wurde es mit Sechsfachplatin für mehr als 300.000 Downloads und Streams ausgezeichnet. Es stellte sich schließlich als das erfolgreichste Lied des Jahres heraus.                                                                 |
| 16. Oktober 2015 – 22. Oktober 2015 1 Woche | 1                                     | Marco Mengoni                         | Ti ho voluto bene veramente Fortunato Zampaglione                                         | Das Lied stieg direkt auf Platz eins ein und stellt nach Guerriero (2014) bereits die zweite Single von Mengoni dar, die von Fortunato Zampaglione geschrieben wurde und die Spitze erreichte. Für Mengoni ist es insgesamt der vierte, für Zampaglione der dritte Nummer-eins-Hit. Für mehr als 100.000 Downloads und Streams wurde die Single in Woche 52/2015 mit Zweifachplatin ausgezeichnet.                           |
| 23. Oktober 2015 – 3. Dezember 2015 6 Wochen (insgesamt 8) | 8                                     | Adele                                 | Hello Greg Kurstin, Adele Adkins                                                          | Auch dieses Lied stieg direkt an der Spitze ein und wurde in Woche 48/2015 mit Zweifachplatin für mehr als 100.000 Downloads und Streams ausgezeichnet. |
| 4. Dezember 2015 – 10. Dezember 2015 1 Woche | 1                                     | Urban Strangers                       | Runaway Gennaro Raia, Alessio Iodice, Ennio Mirra, Raffaele Ferrante                      | Die Zweitplatzierten der Castingshow X Factor konnten den Sieger Giò Sada in den Charts mit Abstand schlagen; dessen Lied Il rimpianto di te erreichte lediglich Platz 13. Runaway wurde in Woche 50/2015 mit Gold für mehr als 25.000 Downloads und Streams ausgezeichnet. |
| 11. Dezember 2015 – 24. Dezember 2015 2 Wochen (insgesamt 8) | 8                                     | Adele                                 | Hello Greg Kurstin, Adele Adkins                                                          | – |
| 25. Dezember 2015 – 7. Januar 2015 2 Wochen (insgesamt 6) | 6                                     | Maître Gims                           | Est-ce que tu m’aimes ? Maître Gims, Renaud Rebillaud                                     | Erstmals nach Alors on danse im Jahr 2010 gelang wieder einem französischsprachigen Lied der Aufstieg an die italienische Chartspitze. Es stellt für den kongostämmigen Rapper den ersten Charterfolg in Italien dar und brachte ihm in Woche 51/2015 eine Goldene Schallplatte für mehr als 25.000 Downloads und Streams ein.                                                                                               |

## Alben
Ganze 29 Alben konnten 2015 die Chartspitze erreichen, darunter 23 von italienischen Interpreten. Mit zwei Ausnahmen (sowie einem Rückkehrer) gelang allen Alben der Einstieg direkt auf Platz eins.

| ← 2014 ← | Liste der Nummer-eins-Alben in Italien | Liste der Nummer-eins-Alben in Italien | Liste der Nummer-eins-Alben in Italien     | 2016 → |
| \| Zeitraum \| Wo. ges. \| Interpret \| Titel \| Zusätzliche Informationen \| \| (Zeitraum, Wochen auf Platz eins, Interpret, Titel, zusätzliche Informationen) \| \| \| \| \| \| ------------------------------------------------------------------------------ \| -------- \| -------------------- \| ------------------------------------------ \| ---------------------------------------------------------------------------------------------------------------------------------------------------------------------------------------------------------------------------------------------------------------------------------------------------------------------------------------------------------------------------- \| \| 22. Dezember 2014 – 11. Januar 2015 3 Wochen (insgesamt 6) \| 6 \| Tiziano Ferro \| TZN – The Best of Tiziano Ferro \| Mit seinem ersten Best-of-Album erreichte der Singer-Songwriter aus Latina innerhalb von elf Jahren das fünfte Mal die Spitze der italienischen Albumcharts, einzig sein Debütalbum Rosso relativo war 2001 auf Platz fünf stehengeblieben.[6] In Woche 39/2015 wurde es für mehr als 300.000 Verkäufe mit Sechsfachplatin ausgezeichnet.[5] \| \| 12. Januar 2015 – 25. Januar 2015 2 Wochen \| 2 \| Marco Mengoni \| Parole in circolo \| Das dritte Studioalbum des ehemaligen X-Factor- und Sanremo-Gewinners stieg sofort auf Platz eins ein[7] und bescherte Mengoni damit den fünften Nummer-eins-Erfolg seiner erst sechsjährigen Karriere.[8] Für mehr als 150.000 Verkäufe wurde das Album in Woche 30/2015 mit Dreifachplatin ausgezeichnet.[5] \| \| 26. Januar 2015 – 8. Februar 2015 2 Wochen \| 2 \| J-Ax \| Il bello d’esser brutti \| Mit seinem fünften Solo-Studioalbum debütierte der Rapper aus Mailand direkt auf Platz eins;[9] es war sein erster Nummer-eins-Erfolg.[10] Als Teil der Hip-Hop-Gruppe Articolo 31 hatte er 2002 bereits einmal die Spitze der Albumcharts erreicht.[11] Il bello d’esser brutti wurde in Woche 21/2015 für mehr als 100.000 Verkäufe mit Zweifachplatin ausgezeichnet.[5] \| \| 9. Februar 2015 – 15. Februar 2015 1 Woche (insgesamt 6) \| 6 \| Tiziano Ferro \| TZN – The Best of Tiziano Ferro \| Nach einem Auftritt beim Sanremo-Festival 2015 kehrte Ferro nach fünf Wochen wieder an die Spitze der Albencharts zurück. Am Ende des Jahres, in Woche 51/2015, wurde es schließlich mit Siebenfachplatin für mehr als 350.000 Verkäufe ausgezeichnet.[5] Nach dem dritten Platz in der Jahreswertung 2014 gelang dem Album 2015 der zweite Platz. \| \| 16. Februar 2015 – 22. Februar 2015 1 Woche \| 1 \| Il Volo \| Sanremo grande amore \| Die Sieger des Sanremo-Festivals legten nach dem Nummer-eins-Erfolg ihres Siegerlieds eine EP nach, die ihnen ihr erstes Nummer-eins-Album einbrachte. Damit belegten sie gleichzeitig Platz eins der Alben- und der Singlecharts. In Woche 45/2015 wurde die EP mit Dreifachplatin für mehr als 150.000 Verkäufe ausgezeichnet.[5] \| \| 23. Februar 2015 – 8. März 2015 2 Wochen (insgesamt 4) \| 4 \| Jovanotti \| Lorenzo 2015 cc. \| Ein weiterer Nummer-eins-Erfolg für Jovanotti, der schon im ersten Halbjahr 2015 das meistverkaufte Album in Italien war[4] und diese Position auch in der Jahresendwertung halten konnte. In Woche 51/2015 brachte es ihm Fünffachplatin für mehr als 250.000 Verkäufe ein.[5] \| \| 9. März 2015 – 15. März 2015 1 Woche \| 1 \| Madonna \| Rebel Heart \| Die italienischstämmige Sängerin landete ein weiteres Nummer-eins-Album, das in Woche 21/2015 mit einer Platin-Schallplatte für mehr als für mehr als 50.000 Verkäufe ausgezeichnet wurde.[5] \| \| 16. März 2015 – 22. März 2015 1 Woche (insgesamt 4) \| 4 \| Jovanotti \| Lorenzo 2015 cc. \| – \| \| 23. März 2015 – 29. März 2015 1 Woche \| 1 \| Negrita \| 9 \| In Woche 21/2015 mit Gold für mehr als 25.000 Verkäufe ausgezeichnet.[5] \| \| 30. März 2015 – 12. April 2015 2 Wochen \| 2 \| Lorenzo Fragola \| 1995 \| Das Debütalbum des X-Factor-Gewinners stieg direkt auf Platz eins ein. In Woche 16/2015 wurde es für mehr als 25.000 Verkäufe mit Gold ausgezeichnet.[5] \| \| 13. April 2015 – 26. April 2015 2 Wochen \| 2 \| Ligabue \| Giro del mondo \| In Woche 48/2015 erhielt das Album Zweifachplatin für mehr als 100.000 Verkäufe.[5] \| \| 27. April 2015 – 3. Mai 2015 1 Woche \| 1 \| Clementino \| Miracolo! \| Mit seinem vierten Soloalbum stieg der Rapper aus Kampanien direkt auf Platz eins ein; es ist sein erstes Nummer-eins-Album. \| \| 4. Mai 2015 – 10. Mai 2015 1 Woche \| 1 \| Mario Biondi \| Beyond \| Der Soul-Sänger erreichte auf Anhieb die Spitze. \| \| 11. Mai 2015 – 17. Mai 2015 1 Woche \| 1 \| Eros Ramazzotti \| Perfetto \| Mit seinem 13. Studioalbum konnte Ramazzotti direkt an der Spitze einsteigen; es ist sein insgesamt zwölftes Nummer-eins-Album in Italien. In Woche 28/2015 wurde es mit Platin für mehr als 50.000 Verkäufe ausgezeichnet.[5] \| \| 18. Mai 2015 – 21. Juni 2015 5 Wochen (insgesamt 12) \| 12 \| The Kolors \| Out \| Nach ihrem Sieg bei der diesjährigen Ausgabe von Amici, stieg das zweite Album der italienischen Band direkt auf Platz eins ein und wurde in Woche 28/2015 mit Dreifachplatin für mehr als 150.000 Verkäufe ausgezeichnet.[5] \| \| 22. Juni 2015 – 28. Juni 2015 1 Woche \| 1 \| Gué Pequeno \| Vero \| Das dritte Soloalbum des Club-Dogo-Rappers brachte ihm auf Anhieb die erste Spitzenplatzierung. In Woche 38/2015 wurde es für mehr als 25.000 Verkäufe mit Gold ausgezeichnet.[5] \| \| 29. Juni 2015 – 20. August 2015 7 Wochen (insgesamt 12) \| 12 \| The Kolors \| Out \| – \| \| 21. August 2015 – 27. August 2015 1 Woche (insgesamt 4) \| 4 \| Jovanotti \| Lorenzo 2015 cc. \| – \| \| 28. August 2015 – 3. September 2015 1 Woche \| 1 \| Verdena \| Endkadenz Vol. 2 \| Nachdem die italienische Rockband Anfang des Jahres mit Endkadenz Vol. 1 noch auf Platz drei stehengeblieben war, gelang Verdena mit ihrem insgesamt siebten Studioalbum erstmals ein Nummer-eins-Album. \| \| 4. September 2015 – 10. September 2015 1 Woche \| 1 \| Iron Maiden \| The Book of Souls \| Mit ihrem 16. Studioalbum stieg die britische Heavy-Metal-Band direkt auf Platz eins ein. In Woche 45/2015 wurde es außerdem mit Gold für mehr als 25.000 Verkäufe ausgezeichnet.[5] \| \| 11. September 2015 – 17. September 2015 1 Woche \| 1 \| MadMan \| Doppelganger \| Nach seinem Nummer-eins-Erfolg 2014 in Zusammenarbeit mit Gemitaiz ist dies das erste Soloalbum des Rappers, das die Chartspitze erreichen konnte. Es stieg direkt auf Platz eins ein. \| \| 18. September 2015 – 24. September 2015 1 Woche \| 1 \| David Gilmour \| Rattle That Lock \| Der Pink-Floyd-Gitarrist erreichte mit seinem vierten Soloalbum zum zweiten Mal in Folge die Spitze der italienischen Charts; auch 2006 war er direkt auf Platz eins eingestiegen. In Woche 39/2015 brachte ihm das Album für mehr als 25.000 Verkäufe eine Goldene Schallplatte ein.[5] Außerdem wurde das Album in Italien die meistverkaufte Schallplatte des Jahres.[12] \| \| 25. September 2015 – 1. Oktober 2015 1 Woche \| 1 \| Negramaro \| La rivoluzione sta arrivando \| In Woche 39/2015 für mehr als 25.000 Verkäufe mit Gold ausgezeichnet.[5] \| \| 2. Oktober 2015 – 8. Oktober 2015 1 Woche \| 1 \| Il Volo \| L’amore si muove \| Mit einer Woche Verzögerung gelang der Opern-Pop-Boyband zum zweiten Mal in diesem Jahr ein Nummer-eins-Album. Für mehr als 25.000 Verkäufe erhielt es in Woche 40/2015 eine Goldene Schallplatte.[5] \| \| 9. Oktober 2015 – 15. Oktober 2015 1 Woche (insgesamt 3) \| 3 \| Fedez \| Pop-Hoolista \| Nach einem guten Jahr (in seiner 54. Chartwoche) stieg das vierte Studioalbum des italienischen Rappers in der Cosodipinto Edition wieder auf Platz eins auf. In Woche 51/2015 erhielt es außerdem Vierfachplatin für mehr als 200.000 Verkäufe.[5] \| \| 16. Oktober 2015 – 22. Oktober 2015 1 Woche \| 1 \| Benji & Fede \| 20:05 \| Das Debütalbum der beiden Newcomer wurde in Woche 43/2015 mit Gold für mehr als 25.000 Verkäufe ausgezeichnet.[5] \| \| 23. Oktober 2015 – 29. Oktober 2015 1 Woche \| 1 \| 5 Seconds of Summer \| Sounds Good Feels Good \| – \| \| 30. Oktober 2015 – 5. November 2015 1 Woche \| 1 \| Francesco De Gregori \| De Gregori canta Bob Dylan – Amore e furto \| Mit einem Bob Dylan gewidmeten Coveralbum gelang dem Cantautore der Sprung an die Spitze. Das Album wurde in Woche 52/2015 mit Platin für mehr als 100.000 Verkäufe ausgezeichnet.[5] \| \| 6. November 2015 – 12. November 2015 1 Woche \| 1 \| Laura Pausini \| Simili \| Platin in Woche 47/2015 für mehr als 50.000 Verkäufe[5] \| \| 13. November 2015 – 19. November 2015 1 Woche \| 1 \| One Direction \| Made in the A. M. \| Platin in Woche 48/2015 für mehr als 50.000 Verkäufe[5] \| \| 20. November 2015 – 27. November 2015 1 Woche (insgesamt 5) \| 5 \| Adele \| 25 \| Dreifachplatin in Woche 51/2015 für mehr als 150.000 Verkäufe[5] \| \| 28. November 2015 – 3. Dezember 2015 1 Woche \| 1 \| Modà \| Passione maledetta \| Zweifachplatin in Woche 51/2015 für mehr als 100.000 Verkäufe[5] \| \| 4. Dezember 2015 – 10. Dezember 2015 1 Woche \| 1 \| Marco Mengoni \| Le cose che non ho \| Für den ehemaligen X-Factor-Sieger ist es bereits das sechste Nummer-eins-Album und bereits das zweite in diesem Jahr. In Woche 51/2015 wurde es für mehr als 100.000 Verkäufe mit Zweifachplatin ausgezeichnet.[5] \| \| 11. Dezember 2015 – 7. Januar 2015 4 Wochen (insgesamt 5) \| 5 \| Adele \| 25 \| – \| |                                        |                                        |                                            | |
| ← 2014 |                                        |                                        |                                            | → 2016 → |
| Zeitraum | Wo. ges.                               | Interpret                              | Titel                                      | Zusätzliche Informationen |
| (Zeitraum, Wochen auf Platz eins, Interpret, Titel, zusätzliche Informationen) |                                        |                                        |                                            | |
| 22. Dezember 2014 – 11. Januar 2015 3 Wochen (insgesamt 6) | 6                                      | Tiziano Ferro                          | TZN – The Best of Tiziano Ferro            | Mit seinem ersten Best-of-Album erreichte der Singer-Songwriter aus Latina innerhalb von elf Jahren das fünfte Mal die Spitze der italienischen Albumcharts, einzig sein Debütalbum Rosso relativo war 2001 auf Platz fünf stehengeblieben. In Woche 39/2015 wurde es für mehr als 300.000 Verkäufe mit Sechsfachplatin ausgezeichnet.                                |
| 12. Januar 2015 – 25. Januar 2015 2 Wochen | 2                                      | Marco Mengoni                          | Parole in circolo                          | Das dritte Studioalbum des ehemaligen X-Factor- und Sanremo-Gewinners stieg sofort auf Platz eins ein und bescherte Mengoni damit den fünften Nummer-eins-Erfolg seiner erst sechsjährigen Karriere. Für mehr als 150.000 Verkäufe wurde das Album in Woche 30/2015 mit Dreifachplatin ausgezeichnet.                                                                 |
| 26. Januar 2015 – 8. Februar 2015 2 Wochen | 2                                      | J-Ax                                   | Il bello d’esser brutti                    | Mit seinem fünften Solo-Studioalbum debütierte der Rapper aus Mailand direkt auf Platz eins; es war sein erster Nummer-eins-Erfolg. Als Teil der Hip-Hop-Gruppe Articolo 31 hatte er 2002 bereits einmal die Spitze der Albumcharts erreicht. Il bello d’esser brutti wurde in Woche 21/2015 für mehr als 100.000 Verkäufe mit Zweifachplatin ausgezeichnet.          |
| 9. Februar 2015 – 15. Februar 2015 1 Woche (insgesamt 6) | 6                                      | Tiziano Ferro                          | TZN – The Best of Tiziano Ferro            | Nach einem Auftritt beim Sanremo-Festival 2015 kehrte Ferro nach fünf Wochen wieder an die Spitze der Albencharts zurück. Am Ende des Jahres, in Woche 51/2015, wurde es schließlich mit Siebenfachplatin für mehr als 350.000 Verkäufe ausgezeichnet. Nach dem dritten Platz in der Jahreswertung 2014 gelang dem Album 2015 der zweite Platz.                       |
| 16. Februar 2015 – 22. Februar 2015 1 Woche | 1                                      | Il Volo                                | Sanremo grande amore                       | Die Sieger des Sanremo-Festivals legten nach dem Nummer-eins-Erfolg ihres Siegerlieds eine EP nach, die ihnen ihr erstes Nummer-eins-Album einbrachte. Damit belegten sie gleichzeitig Platz eins der Alben- und der Singlecharts. In Woche 45/2015 wurde die EP mit Dreifachplatin für mehr als 150.000 Verkäufe ausgezeichnet.                                      |
| 23. Februar 2015 – 8. März 2015 2 Wochen (insgesamt 4) | 4                                      | Jovanotti                              | Lorenzo 2015 cc.                           | Ein weiterer Nummer-eins-Erfolg für Jovanotti, der schon im ersten Halbjahr 2015 das meistverkaufte Album in Italien war und diese Position auch in der Jahresendwertung halten konnte. In Woche 51/2015 brachte es ihm Fünffachplatin für mehr als 250.000 Verkäufe ein.                                                                                             |
| 9. März 2015 – 15. März 2015 1 Woche | 1                                      | Madonna                                | Rebel Heart                                | Die italienischstämmige Sängerin landete ein weiteres Nummer-eins-Album, das in Woche 21/2015 mit einer Platin-Schallplatte für mehr als für mehr als 50.000 Verkäufe ausgezeichnet wurde. |
| 16. März 2015 – 22. März 2015 1 Woche (insgesamt 4) | 4                                      | Jovanotti                              | Lorenzo 2015 cc.                           | – |
| 23. März 2015 – 29. März 2015 1 Woche | 1                                      | Negrita                                | 9                                          | In Woche 21/2015 mit Gold für mehr als 25.000 Verkäufe ausgezeichnet. |
| 30. März 2015 – 12. April 2015 2 Wochen | 2                                      | Lorenzo Fragola                        | 1995                                       | Das Debütalbum des X-Factor-Gewinners stieg direkt auf Platz eins ein. In Woche 16/2015 wurde es für mehr als 25.000 Verkäufe mit Gold ausgezeichnet. |
| 13. April 2015 – 26. April 2015 2 Wochen | 2                                      | Ligabue                                | Giro del mondo                             | In Woche 48/2015 erhielt das Album Zweifachplatin für mehr als 100.000 Verkäufe. |
| 27. April 2015 – 3. Mai 2015 1 Woche | 1                                      | Clementino                             | Miracolo!                                  | Mit seinem vierten Soloalbum stieg der Rapper aus Kampanien direkt auf Platz eins ein; es ist sein erstes Nummer-eins-Album. |
| 4. Mai 2015 – 10. Mai 2015 1 Woche | 1                                      | Mario Biondi                           | Beyond                                     | Der Soul-Sänger erreichte auf Anhieb die Spitze. |
| 11. Mai 2015 – 17. Mai 2015 1 Woche | 1                                      | Eros Ramazzotti                        | Perfetto                                   | Mit seinem 13. Studioalbum konnte Ramazzotti direkt an der Spitze einsteigen; es ist sein insgesamt zwölftes Nummer-eins-Album in Italien. In Woche 28/2015 wurde es mit Platin für mehr als 50.000 Verkäufe ausgezeichnet. |
| 18. Mai 2015 – 21. Juni 2015 5 Wochen (insgesamt 12) | 12                                     | The Kolors                             | Out                                        | Nach ihrem Sieg bei der diesjährigen Ausgabe von Amici, stieg das zweite Album der italienischen Band direkt auf Platz eins ein und wurde in Woche 28/2015 mit Dreifachplatin für mehr als 150.000 Verkäufe ausgezeichnet. |
| 22. Juni 2015 – 28. Juni 2015 1 Woche | 1                                      | Gué Pequeno                            | Vero                                       | Das dritte Soloalbum des Club-Dogo-Rappers brachte ihm auf Anhieb die erste Spitzenplatzierung. In Woche 38/2015 wurde es für mehr als 25.000 Verkäufe mit Gold ausgezeichnet. |
| 29. Juni 2015 – 20. August 2015 7 Wochen (insgesamt 12) | 12                                     | The Kolors                             | Out                                        | – |
| 21. August 2015 – 27. August 2015 1 Woche (insgesamt 4) | 4                                      | Jovanotti                              | Lorenzo 2015 cc.                           | – |
| 28. August 2015 – 3. September 2015 1 Woche | 1                                      | Verdena                                | Endkadenz Vol. 2                           | Nachdem die italienische Rockband Anfang des Jahres mit Endkadenz Vol. 1 noch auf Platz drei stehengeblieben war, gelang Verdena mit ihrem insgesamt siebten Studioalbum erstmals ein Nummer-eins-Album. |
| 4. September 2015 – 10. September 2015 1 Woche | 1                                      | Iron Maiden                            | The Book of Souls                          | Mit ihrem 16. Studioalbum stieg die britische Heavy-Metal-Band direkt auf Platz eins ein. In Woche 45/2015 wurde es außerdem mit Gold für mehr als 25.000 Verkäufe ausgezeichnet. |
| 11. September 2015 – 17. September 2015 1 Woche | 1                                      | MadMan                                 | Doppelganger                               | Nach seinem Nummer-eins-Erfolg 2014 in Zusammenarbeit mit Gemitaiz ist dies das erste Soloalbum des Rappers, das die Chartspitze erreichen konnte. Es stieg direkt auf Platz eins ein. |
| 18. September 2015 – 24. September 2015 1 Woche | 1                                      | David Gilmour                          | Rattle That Lock                           | Der Pink-Floyd-Gitarrist erreichte mit seinem vierten Soloalbum zum zweiten Mal in Folge die Spitze der italienischen Charts; auch 2006 war er direkt auf Platz eins eingestiegen. In Woche 39/2015 brachte ihm das Album für mehr als 25.000 Verkäufe eine Goldene Schallplatte ein. Außerdem wurde das Album in Italien die meistverkaufte Schallplatte des Jahres. |
| 25. September 2015 – 1. Oktober 2015 1 Woche | 1                                      | Negramaro                              | La rivoluzione sta arrivando               | In Woche 39/2015 für mehr als 25.000 Verkäufe mit Gold ausgezeichnet. |
| 2. Oktober 2015 – 8. Oktober 2015 1 Woche | 1                                      | Il Volo                                | L’amore si muove                           | Mit einer Woche Verzögerung gelang der Opern-Pop-Boyband zum zweiten Mal in diesem Jahr ein Nummer-eins-Album. Für mehr als 25.000 Verkäufe erhielt es in Woche 40/2015 eine Goldene Schallplatte. |
| 9. Oktober 2015 – 15. Oktober 2015 1 Woche (insgesamt 3) | 3                                      | Fedez                                  | Pop-Hoolista                               | Nach einem guten Jahr (in seiner 54. Chartwoche) stieg das vierte Studioalbum des italienischen Rappers in der Cosodipinto Edition wieder auf Platz eins auf. In Woche 51/2015 erhielt es außerdem Vierfachplatin für mehr als 200.000 Verkäufe. |
| 16. Oktober 2015 – 22. Oktober 2015 1 Woche | 1                                      | Benji & Fede                           | 20:05                                      | Das Debütalbum der beiden Newcomer wurde in Woche 43/2015 mit Gold für mehr als 25.000 Verkäufe ausgezeichnet. |
| 23. Oktober 2015 – 29. Oktober 2015 1 Woche | 1                                      | 5 Seconds of Summer                    | Sounds Good Feels Good                     | – |
| 30. Oktober 2015 – 5. November 2015 1 Woche | 1                                      | Francesco De Gregori                   | De Gregori canta Bob Dylan – Amore e furto | Mit einem Bob Dylan gewidmeten Coveralbum gelang dem Cantautore der Sprung an die Spitze. Das Album wurde in Woche 52/2015 mit Platin für mehr als 100.000 Verkäufe ausgezeichnet. |
| 6. November 2015 – 12. November 2015 1 Woche | 1                                      | Laura Pausini                          | Simili                                     | Platin in Woche 47/2015 für mehr als 50.000 Verkäufe |
| 13. November 2015 – 19. November 2015 1 Woche | 1                                      | One Direction                          | Made in the A. M.                          | Platin in Woche 48/2015 für mehr als 50.000 Verkäufe |
| 20. November 2015 – 27. November 2015 1 Woche (insgesamt 5) | 5                                      | Adele                                  | 25                                         | Dreifachplatin in Woche 51/2015 für mehr als 150.000 Verkäufe |
| 28. November 2015 – 3. Dezember 2015 1 Woche | 1                                      | Modà                                   | Passione maledetta                         | Zweifachplatin in Woche 51/2015 für mehr als 100.000 Verkäufe |
| 4. Dezember 2015 – 10. Dezember 2015 1 Woche | 1                                      | Marco Mengoni                          | Le cose che non ho                         | Für den ehemaligen X-Factor-Sieger ist es bereits das sechste Nummer-eins-Album und bereits das zweite in diesem Jahr. In Woche 51/2015 wurde es für mehr als 100.000 Verkäufe mit Zweifachplatin ausgezeichnet. |
| 11. Dezember 2015 – 7. Januar 2015 4 Wochen (insgesamt 5) | 5                                      | Adele                                  | 25                                         | – |

## Jahreshitparaden
Die Top 10 der meistverkauften Alben bestand im ersten Halbjahr ausschließlich aus italienischen Interpreten, in der Jahreswertung konnte sich schließlich lediglich Adele zwischen neun Italienern behaupten. Auch die Singlewertung wurde 2015 von italienischen Interpreten angeführt, was seit mehr als fünf Jahren nicht mehr der Fall war; die zwei italienischen Beiträge konnten den vierten und den ersten Platz erreichen. Während sämtliche Top-10-Alben auch auf der Nummer eins gestanden hatten, gelang vier Singles auch ohne Spitzenplatzierung der Eingang in die Jahres-Top-10.
Marco Mengoni schaffte es, mit zwei verschiedenen Studioalben im selben Jahr die Spitze und anschließend die Top 10 der Jahreshitparade zu erreichen.

| ← 2014 ← | Liste der Jahres-Nummer-eins-Hits in Italien | Liste der Jahres-Nummer-eins-Hits in Italien  | Liste der Jahres-Nummer-eins-Hits in Italien | 2016 →   |
| \| Singles \| Position# \| Alben \| \| ----------------------------------------------------------------------------------------------------------------------------- \| --------- \| --------------------------------------------- \| \| Roma-Bangkok Baby K feat. Giusy Ferreri Takagi & Ketra, Claudia Nahum, Rocco Pagliarulo, Federica Abbate \| 1 \| Lorenzo 2015 cc. Jovanotti \| \| El perdón Nicky Jam feat. Enrique Iglesias Nick Rivera \| 2 \| TZN – The Best of Tiziano Ferro Tiziano Ferro \| \| Cheerleader (Felix Jaehn Remix) Omi Mark Bradford, Clifton Dillon, Ryan Dillon, Sly Dunbar, Omar Samuel Pasley \| 3 \| Out The Kolors \| \| Maria Salvador J-Ax feat. Il Cile Daniele Silvestri, Wladimiro Perrini, Alessandro Aleotti, Lorenzo Cilembrini \| 4 \| 25 Adele \| \| Lean On Major Lazer feat. DJ Snake & Mø William Grigahcine, Wesley Pentz, Karen Marie Ørsted, Martin Bresso, Philip Meckseper \| 5 \| Parole in circolo Marco Mengoni \| \| El mismo sol Álvaro Soler Simon Triebel, Ali Zuckowski, Álvaro Tauchert Soler \| 6 \| Il bello d’esser brutti J-Ax \| \| Take Me to Church Hozier Andrew Hozier-Byrne \| 7 \| Sanremo grande amore Il Volo \| \| See You Again Wiz Khalifa feat. Charlie Puth Justin Franks, Cameron Thomaz, Andrew Cedar, Charles Puth \| 8 \| Le cose che non ho Marco Mengoni \| \| Firestone Kygo feat. Conrad Sewell Conrad Sewell, Kyrre Gørvell-Dahll \| 9 \| Passione maledetta Modà \| \| Love Me like You Do Ellie Goulding Max Martin, Savan Kotecha, Ali Payami, Tove Nilsson, Ilya Salmanzadeh \| 10 \| Giro del mondo Ligabue \| |                                              |                                               |                                              |          |
| ← 2014 |                                              |                                               |                                              | → 2016 → |
| Singles | Position#                                    | Alben                                         |                                              |          |
| Roma-Bangkok Baby K feat. Giusy Ferreri Takagi & Ketra, Claudia Nahum, Rocco Pagliarulo, Federica Abbate | 1                                            | Lorenzo 2015 cc. Jovanotti                    |                                              |          |
| El perdón Nicky Jam feat. Enrique Iglesias Nick Rivera | 2                                            | TZN – The Best of Tiziano Ferro Tiziano Ferro |                                              |          |
| Cheerleader (Felix Jaehn Remix) Omi Mark Bradford, Clifton Dillon, Ryan Dillon, Sly Dunbar, Omar Samuel Pasley | 3                                            | Out The Kolors                                |                                              |          |
| Maria Salvador J-Ax feat. Il Cile Daniele Silvestri, Wladimiro Perrini, Alessandro Aleotti, Lorenzo Cilembrini | 4                                            | 25 Adele                                      |                                              |          |
| Lean On Major Lazer feat. DJ Snake & Mø William Grigahcine, Wesley Pentz, Karen Marie Ørsted, Martin Bresso, Philip Meckseper | 5                                            | Parole in circolo Marco Mengoni               |                                              |          |
| El mismo sol Álvaro Soler Simon Triebel, Ali Zuckowski, Álvaro Tauchert Soler | 6                                            | Il bello d’esser brutti J-Ax                  |                                              |          |
| Take Me to Church Hozier Andrew Hozier-Byrne | 7                                            | Sanremo grande amore Il Volo                  |                                              |          |
| See You Again Wiz Khalifa feat. Charlie Puth Justin Franks, Cameron Thomaz, Andrew Cedar, Charles Puth | 8                                            | Le cose che non ho Marco Mengoni              |                                              |          |
| Firestone Kygo feat. Conrad Sewell Conrad Sewell, Kyrre Gørvell-Dahll | 9                                            | Passione maledetta Modà                       |                                              |          |
| Love Me like You Do Ellie Goulding Max Martin, Savan Kotecha, Ali Payami, Tove Nilsson, Ilya Salmanzadeh | 10                                           | Giro del mondo Ligabue                        |                                              |          |

## Belege
1. ↑  Da venerdì 10 luglio grandi e importanti novità nel panorama musicale mondiale “New Music Fridays”. FIMI, 9. Juli 2015, abgerufen am 17. Juli 2015 (italienisch).
2. ↑  FIMI: Facebook-Kommentar. 9. Juli 2015, abgerufen am 17. Juli 2015 (italienisch): „ovvero ‘perderemo’ i giorni 6,7,8 e 9, per mantenere omogeneità tra i periodi di rilevazione (7 giorni)“
3. ↑  Gabriele Antonucci: Hozier: la malinconia ritorna in classifica. In: Panorama. Mondadori, 9. Januar 2015, abgerufen am 9. Januar 2015 (italienisch).
4. 1 2 3  Classifiche Top of the Music FIMI/GfK – semestre 2015. FIMI, 9. Juli 2015, abgerufen am 17. Juli 2015 (italienisch).
5. 1 2 3 4 5 6 7 8 9 10 11 12 13 14 15 16 17 18 19 20 21 22 23 24 25 26 27 28 29 30 31 32 33 34 35 36  Auszeichnungsarchiv. FIMI, abgerufen am 8. Januar 2016 (italienisch).
6. ↑  Alben von Tiziano Ferro in den italienischen Charts. In: Italiancharts. Hung Medien, abgerufen am 28. Januar 2015.
7. ↑  Album, Chartwoche 3. FIMI, archiviert vom Original am 22. Januar 2015; abgerufen am 10. Februar 2015.
8. ↑  Alben von Marco Mengoni in den italienischen Charts. In: Italiancharts.com. Hung Medien, abgerufen am 10. Februar 2015.
9. ↑  Album, Chartwoche 5. FIMI, archiviert vom Original am 5. Februar 2015; abgerufen am 10. Februar 2015.
10. ↑  Alben von J-Ax in den italienischen Charts. In: Italiancharts.com. Hung Medien, abgerufen am 10. Februar 2015.
11. ↑  Domani smetto in den italienischen Albumcharts. In: Italiancharts.com. Hung Medien, abgerufen am 10. Februar 2015.
12. ↑  Da gennaio 2016 arriva la classifica FIMI/GfK degli album in vinile. FIMI, 12. Januar 2016, archiviert vom Original am 13. Januar 2016; abgerufen am 14. Januar 2016 (italienisch).  Info: Der Archivlink wurde automatisch eingesetzt und noch nicht geprüft. Bitte prüfe Original- und Archivlink gemäß Anleitung und entferne dann diesen Hinweis.
13. ↑  Classifiche “Top of the Music” 2015 FIMI-GfK: La musica italiana in vetta negli album e nei singoli digitali. FIMI, 8. Januar 2016, archiviert vom Original (nicht mehr online verfügbar) am 8. Januar 2016; abgerufen am 8. Januar 2016 (italienisch).  Info: Der Archivlink wurde automatisch eingesetzt und noch nicht geprüft. Bitte prüfe Original- und Archivlink gemäß Anleitung und entferne dann diesen Hinweis.

Siehe auch: Nummer-eins-Hits 2015 in  Australien, Belgien, Bulgarien, Dänemark, Deutschland, Finnland, Frankreich, Griechenland, Irland, Japan, Kanada, Mexiko, Neuseeland, den Niederlanden, Norwegen, Österreich, Polen, Portugal, Schweden, der Schweiz, Slowakei, Spanien, Südkorea, Tschechien, Ungarn, den Vereinigten Staaten und im Vereinigten Königreich.